# اوگنین کوزمیچ
اوگنین کوزمیچ (سیریلیک صربی: Огњен Кузмић؛ زادهٔ ۱۶ مهٔ ۱۹۹۰) بازیکن بسکتبال اهل صربستان است.
از باشگاه‌هایی که در آن بازی کرده‌است می‌توان به باشگاه بسکتبال مالاگا، باشگاه بسکتبال ستاره سرخ بلگراد، گلدن استیت واریرز، باشگاه بسکتبال یوونتوت بادالونا، باشگاه بسکتبال رئال مادرید، و باشگاه بسکتبال پاناتینایکوس اشاره کرد.